# 今末真人
今末 真人（いますえ まこと 、1987年5月7日 - ）は、エフエム鹿児島のアナウンサーである。

## 来歴・人物
- 鹿児島県姶良市出身。
- 鹿児島玉龍高校、愛媛大学法文学部卒業後、長崎県の企業に就職。仕事の傍ら九州アナウンスセミナーに通学し、2014年にエフエム徳島に入社。
- 大学時代、四国アイランドリーグplus・愛媛マンダリンパイレーツでスタジアムＭＣを務めていた。エフエム徳島在籍中は徳島インディゴソックスのスタジアムＭＣとして、土日祝のホームゲームを中心に活動していた。
- 家電製品総合アドバイザーの資格を持ち、レギュラーコーナーを持つ。
- 2015年、防災士の資格を取得し、局のイベント「ラジオ工作教室」では、防災士の立場での講話を行うこともあった。
- 2018年3月末を持ってエフエム徳島を退職し、4月よりエフエム鹿児島に移籍した。
- 2021年10月、姶良ふるさと大使を委嘱された。

## 現在の出演番組
- なるほど！かごしま（月～金　8:20〜8:25）
- あさcafe（月～木　8:30～11:00）
- First Step～Kagoshima SDGs Story～（金　15:30〜15:45）
- μパブリック（土　7:20～7:25）
- μFM WEEKEND JAMS!!（土　11:30〜12:30　※担当週は不定期）
- 防災特別番組「そなえるラジオ」（不定期）

## 過去の出演番組
エフエム徳島在籍時
- Touch Up Tokushima（月・火　7:30～8:00）
- TOKUSHIMA MORNING LIVE Compass（月～水　8:20～9:30）
- FRIDAY ONLINE-FIVE COLORS RADIO-（金　13:00～16:55）
- 南無なむ堂私のサウンド'80s（木　18:10～18:20）
- エフエム徳島ニュース

エフエム鹿児島在籍時
- FRIDAY MORNING DIVER（金　8:20～11:00）
- アンテナ＠beat!!〜ピピピ♪〜（月～金　11:30～12:55）